# Liste der Träger des Verdienstordens des Landes Rheinland-Pfalz/1991
Im Jahr 1991 wurden folgende Personen mit dem Verdienstorden des Landes Rheinland-Pfalz geehrt:
| Ordensträger              | Lebensdaten | Wohnort                    | Wirken                                                                                      |
| ------------------------- | ----------- | -------------------------- | ------------------------------------------------------------------------------------------- |
| Carl-Ferdinand Adelseck   |             | Münster-Sarmsheim          |                                                                                             |
| Anne Arenz                |             | Koblenz                    |                                                                                             |
| Josefa Bisdorf            |             | Trier                      |                                                                                             |
| Manfred Braun             |             | Nassau                     |                                                                                             |
| Herbert L. Breiner        | 1929–2024   | Frankenthal                | Lehrer für Taubstumme, 1969 bis 1993 Direktor des Pfalzinstitut für Hören und Kommunikation |
| Anton Burian              |             | Trier                      |                                                                                             |
| Helmut Cordes             |             | Andernach                  |                                                                                             |
| Barbara Dähnert           |             | Cochem                     |                                                                                             |
| Udo Dräger                |             | Speyer                     |                                                                                             |
| Peter Eisold              | 1929–2016   | Landau in der Pfalz        | Regierungsdirektor                                                                          |
| Karlheinz Erben           |             | Koblenz                    |                                                                                             |
| Kurt Feilen               |             | Montabaur                  |                                                                                             |
| Gefion Forderer           |             | Mainz                      |                                                                                             |
| Jockel Fuchs              | 1919–2002   | Mainz                      | Politiker (SPD), von 1965 bis 1987 Oberbürgermeister von Mainz                              |
| Maria Gilles              |             | Birresborn                 |                                                                                             |
| Lieselotte Hasenbusch     |             | Theisbergstegen            |                                                                                             |
| Linus Haub                |             | Bodenheim                  |                                                                                             |
| Walter Hauth              |             | Trier                      |                                                                                             |
| Karl Otto Heimers         |             | Offstein                   |                                                                                             |
| Heinz Hubert              |             | Zweibrücken                |                                                                                             |
| Brigitte Jürgens          |             | Schwetzingen               |                                                                                             |
| Klaus Knerr               |             | Frankfurt am Main          |                                                                                             |
| Heinrich Kolb             | 1919–1995   | Böchingen                  |                                                                                             |
| Heinz Korbach             | 1921–2004   | Koblenz                    | Politiker (CDU)                                                                             |
| Heinz Kretschmer          |             | Börrstadt                  |                                                                                             |
| Waltraud Kretschmer       |             | Börrstadt                  |                                                                                             |
| Brigitte Kriegshäuser     | 1927–2017   | Neustadt an der Weinstraße |                                                                                             |
| Albrecht Graf von Krockow |             | Föhren                     |                                                                                             |
| Margret Lichtenberger     |             | Neustadt an der Weinstraße |                                                                                             |
| Bodo Maibaum              |             | Schweich                   |                                                                                             |
| Joachim Meltzer           |             | Trier                      |                                                                                             |
| Richard Meyer             |             | Echternacherbrück          |                                                                                             |
| Kurt Neumann              |             | Alzey                      |                                                                                             |
| Hermann Pauli             |             | Koblenz                    |                                                                                             |
| Günter Preuß              | 1924–2011   | Annweiler am Trifels       | Biologe, Pädagoge und Naturforscher                                                         |
| Ellen Reichwald           |             | Andernach                  |                                                                                             |
| Helmut Satzer             |             | Dudenhofen                 |                                                                                             |
| Annemarie Schätzel        |             | Selzen                     |                                                                                             |
| Gertrud Schneider         |             | Ludwigshafen am Rhein      |                                                                                             |
| Eberhard Schweigert       |             | Bad Hönningen              |                                                                                             |
| Else Sutter               |             | Speyer                     |                                                                                             |
| Katharina Thiede          |             | Hergersweiler              |                                                                                             |
| Ernst Vierbuchen          |             | Trier                      |                                                                                             |
| Alfred Wagner             |             | Trier                      |                                                                                             |
| Heinrich Wies             |             | Rohrbach                   |                                                                                             |
| Franziska Wolf            |             | Ludwigshafen am Rhein      |                                                                                             |
| Karin Zimmer-Knerr        |             | Frankfurt am, Main         |                                                                                             |